# Championnat du Canada des voitures de tourisme

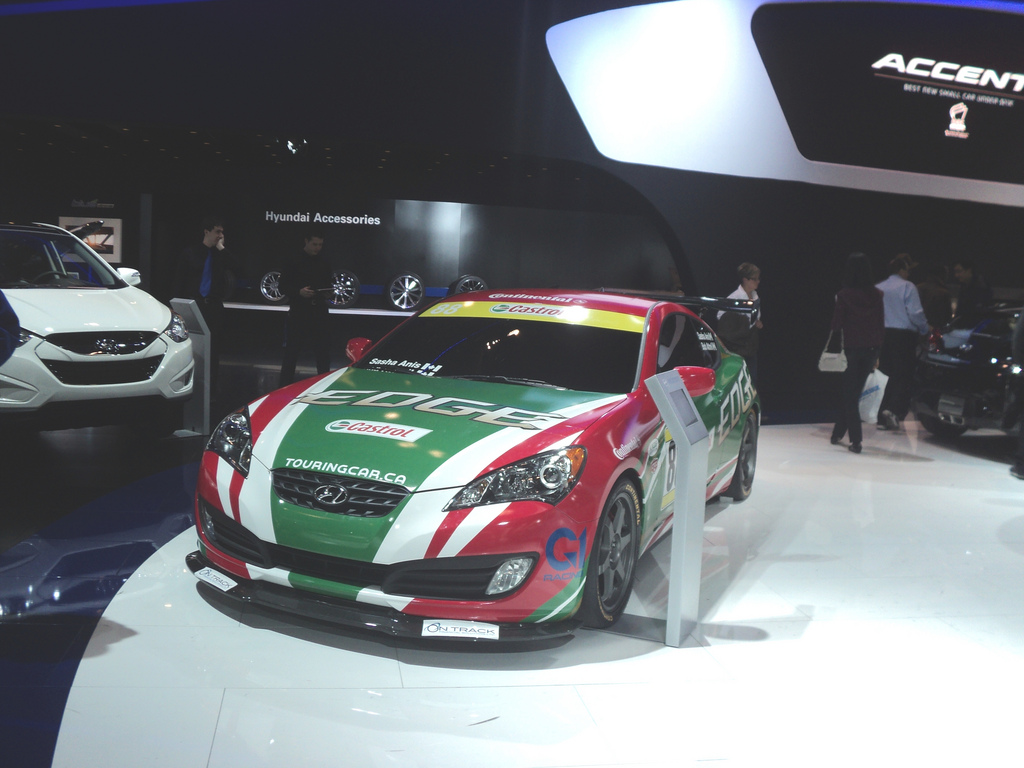
Image représentant une voiture de Hyundai au Canadian Touring Car Championship

Le Canadian Touring Car Championship ou CTCC (Championnat canadien de voitures de tourisme) est, comme son nom l’indique, un championnat professionnel de voitures de tourisme créé en 2006.
Les courses se déroulent dans l’est du Canada, au Québec et en Ontario. La majorité des concurrents provient aussi de ces deux provinces.
Il met en vedette des voitures de course basée sur des voitures de tourisme de constructeurs comme Acura, Audi, BMW, Chevrolet, Honda, Hyundai, Fiat, Ford, Mazda, MINI, Nissan, Subaru, Toyota et Volkswagen.
Trois catégories de voitures concourent en même temps, dans la même course, chaque pilote tentant de dominer les adversaires de sa catégorie. La catégorie d’entrée est la « B-Spec » qui dispose de moteurs de série ; la classe « Touring » qui permet de légères modifications à des moteurs de série ; et la « Super Class » dont les voitures disposent de moteurs puissants et fortement modifiés et d’une aérodynamique de pointe.
Parmi les épreuves au calendrier, on note généralement une course au circuit Gilles-Villeneuve de Montréal dans le cadre du Grand Prix de Formule 1 du Canada et une autre au Grand Prix de Trois-Rivières. Les circuits de Mosport en Ontario et du Mont-Tremblant sont aussi au calendrier.